# Acianthera sonderiana
Acianthera sonderiana  es una especie de orquídea epifita que se encuentra en la Mata Atlántica en Brasil.

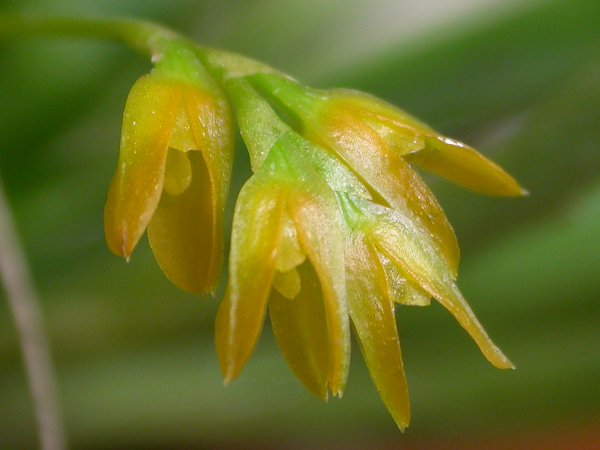
Detalle de la flor

## Descripción
Es una orquídea epífita de pequeño tamaño con tallos cilíndricos, carnosos y hojas estrechas y cortas (3 cm)que se canalizan arriba. Florece en una inflorescencia erguida con 3-5 flores procedentes del ápice del tallo. Se producen en el verano y el invierno. Crece en una maceta con musgo en un lugar con sombra y un poco de sol moteado, se calienta a temperaturas frescas y con mucha agua para mantenerlo húmedo en todo momento.

## Distribución y hábitat
Se encuentra en el sur de Brasil en las ramas y troncos de árboles en los bosques montanos fríos y húmedos. 

## Taxonomía
Acianthera sonderiana fue descrita por (Rchb.f.) Pridgeon & M.W.Chase y publicado en Lindleyana 16(4): 246. 2001.
Etimología
Acianthera: nombre genérico que es una referencia a la posición de las anteras de algunas de sus especies.
sonderiana: epíteto
Sinonimia
- Humboltia sonderiana (Rchb.f.) Kuntze
- Pleurothallis sonderiana Rchb.f.
- Pleurothallis sonderiana var. longicaulis Barb.Rodr.
- Specklinia sonderiana (Rchb.f.) F.Barros[4][5]